# Gaston Vasseur (géologue)
 (janvier 2018).
Pour les articles homonymes, voir Vasseur.
Ne doit pas être confondu avec Gaston Vasseur.
Gaston-Casimir Vasseur, né le 5 août 1855 à Paris et mort le 9 octobre 1915 à Bach, est un paléontologue et archéologue français.

## Biographie
Il passe une partie de son enfance à Hyères. Il y reçoit l’éducation d'un précepteur qui lui donne le goût de l'histoire naturelle et de la géologie. 
Il effectue ses études à Paris. Après le baccalauréat, il devient licencié de sciences naturelles en 1872. 
Il se consacre d'abord à la zoologie, puis, seul, ou en compagnie de Edmond Hébert et de Ernest Munier-Chalmas, il explore les carrières et gites fossilifères du Bassin de Paris.
Sous la direction de Paul Gervais, il décrit entre 1873 et 1878, de nombreux vertébrés du Gypse parisien. 
Il est préparateur à la Sorbonne dans le laboratoire d'Edmond Hébert durant la préparation de son doctorat. Il entame alors un important travail sur le tertiaire de l'Ouest de la France pour faire sa thèse intitulée Recherches géologiques sur les terrains tertiaires de la France occidentale, publiée en 1880. Il procède à d’importantes fouilles sur les gisements éocènes de Saffré et Campbon en Loire-Atlantique. 
En 1882, avec l’aide de son cousin Léon Carez, il rénove et réactualise la carte de géologique de France, publiée en 1885. 
Professeur au cours libre de paléontologie de la Faculté de Paris. En 1888, il est chargé de cours à la Faculté des Sciences de Marseille. En 1891, il est professeur de géologie et minéralogie. En 1900, il devient le conservateur du Muséum d'histoire naturelle de Marseille, puis son directeur en 1904. Il meurt le 9 octobre 1915 à Bach et est inhumé au cimetière du Père-Lachaise (11e division).
Les travaux de Vasseur apportèrent beaucoup à la stratigraphie dont il fut considéré comme l'un des grands noms. En paléontologie, il découvrit et décrivit de nombreuses espèces nouvelles.
Sa collection est divisée en deux parties :
- les vertébrés est conservée au Muséum d'Histoire naturelle de Marseille ;
- les invertébrés au Musée de Paléontologie de l'Université de Provence.

## Publications
- Trois jours à travers champs dans l’arrondissement de Lisieux, Verger, 1866, p. 8.
- 1873 : Découverte dans les plâtrières souterraines de Vitry-sur-Seine, d’un squelette entier de Palaeotherium magnum, Comptes rendus de l’Académie des Sciences.
- 1874 : Sur le pied de derrière de l’Hyaenodon parisiensis, Comptes rendus de l’Académie des Sciences, 78, p. 1146–1147.
- 1874–1875 : Sur quelques vertébrés du Gypse des environs de Paris, Bulletin de la Société géologique de France, 1re série, 3, p. 134–137.
- 1874–1875 : Sur le cubitus du Coryphodon oweni, Bulletin de la Société géologique de France, 1re série, 3, p. 181–186.
- 1875–1876 : Note sur un Helix du gypse des environs de Paris, Bulletin de la Société géologique de France, 3e série, 4, p. 124–126.
- 1875–1876 : Coupe géologique de la Terrasse de la Seine à la Frette, près Cormeilles-en-Parisis (Seine-et-Oise), Bulletin de la Société géologique de France, 4, p. 471–476.
- 1876 : Sur la couche à lépidostées de l’Argile de Neaufles-Saint-Martin, près Gisors (Eure), Bulletin de la Société géologique de France, 3e série, 4, p. 295–303.
- 1876–1877 : Sur les dépôts éocènes de Campbon (Loire-inférieure), Bulletin de la Société géologique de France, 3e série, 5, p. 166–176.
- 1876–1877 : Sur un nouveau faciès des marnes à Limnea strigosa observé à Essonnes, près Corbeil (Seine-et-Oise), Bulletin de la Société géologique de France, 3e série, 5, p. 277–281.
- 1876–1877 : Sur les marnes supra-gypseuses de Ville-Parisis (Seine-et-Oise), Bulletin de la Société géologique de France, 5, p. 312–314.
- 1876–1877 : Carte géologique de la France au 1/500000.
- 1877–1878 : Réponse à la note de M. Dufour, sur les dépôts éocènes d’Argon-Chémeré (Loire-Inférieure), Bulletin de la Société géologique de France, 3e série, 6, p. 63–66.
- 1877–1878 :Nouveau gisement fossilifère de l’âge du calcaire grossier découvert au Bois-Gouët, près Saffré (Loire-Inférieure), Bulletin de la Société géologique de France, 3e série, p. 81–83.
- 1877–1878 : Réponse à une note de M. Dufour, intitulée : Relations de l’Éocène et du Miocène à Saffré (Loire-inférieure), Bulletin de la Société géologique de France, 3e série, 7, p. 406–407.
- 1877–1878 : Note sur les terrains tertiaires du Cotentin, Bulletin de la Société géologique de France, 3e série, 7, p. 741–743.
- 1877–1878 : Présentation d’une liste des fossiles recueillis dans les sables éocènes du Bois-Gouët (Loire-inférieure), Bulletin de la Société géologique de France, 3e série, 7, p. 743.
- 1878 : Sur les terrains tertiaires de la Bretagne, Comptes rendus de l’Académie des Sciences, 87, p. 1048–1050.
- 1878 : Coupe géologique du chemin de fer de Méry-sur-Oise, entre Valmondois et Bessancourt (Seine-et-Oise). Description des couches rencontrées. Comparaison et classification, Bulletin de la Société géologique de France, 3e série, 6, p. 243–303.
- 1878 : Sur l’âge des sables du Périgord, Bulletin de la Société géologique de France, 3e série, 16, p. 632–633.
- 1879–1880 : Velainella, nouveau genre de gastéropodes des sables éocènes du Bois-Gouët, près Saffré (Loire-Inférieure), Bulletin de la Société géologique de France, 3e série, 8, p. 290.
- 1879–1880 : Présentation d’une note sur les terrains tertiaires des environs de Saffré (Loire-inférieure), Bulletin de la Société géologique de France, 3e série, 8, p. 389.
- 1879–1880 : Reproduction asexuelle de la Leucosolenia botryoides (Ascandra variabilis, Hoeckel), Archives de Zoologie Expérimentale, 8, p. 59–66.
- 1880 : Diagnoses Molluscorum fossilium ovorum (Velainella columnaris ; Goniocardium heberti), Journal de Conchyliologie, 28, p. 182–183.
- 1880–1881 : Sur la découverte d’un gisement quaternaire très fossilifère à Montreuil (Seine), Bulletin de la Société géologique de France, 3e série, 9, p. 257.
- 1880 : Sur les terrains tertiaires de la Bretagne. Environs de Saffré (Loire-Inférieure), Comptes rendus de l’Académie des Sciences, 90, p. 1229–1232.
- 1881–1882 : Recherches géologiques sur les terrains tertiaires de la France occidentale, Stratigraphie, Annales des Sciences géologiques, 13.
- 1884 : Sur le dépôt tertiaire de Saint-Palais, près Royan (Charente-inférieure). Notice stratigraphique, Annales des Sciences géologiques de Paris, 16, 29, p. 1–12 ; Journal d’Histoire naturelle de Bordeaux et du Sud-Ouest, 3, p. 21–32.
- 1888 : Sur les formations infratongriennes du bassin de la Gironde, Comptes Rendus de la Société Linnéenne de Bordeaux, 43, p. 49–53.
- 1889 : Sur une nouvelle Carte géologique de France au 1/500000, Comptes Rendus de l’Académie des Sciences, 24, p. 108–110.
- 1890 : Sur l’existence de dépôts marins pliocènes en Vendée, Comptes Rendus de l’Académie des Sciences, 110, 23, p. 1228–1230.
- 1890 : Contribution à l’étude des terrains tertiaires du Sud-Ouest de la France, Bulletin du Service de la carte géologique de France, 19, 2, p. 351–366.
- 1890 : Notice explicative de la feuille géologique des Sables-d’Olonne, Carte géologique détaillée de France.
- 1890 : Découverte d’une flore turonienne dans les environs de Martigues (Bouches-du-Rhône), Compte Rendu de l’Académie des Sciences, 110, 21, p. 1086–1087.
- 1891 : Note sur l'origine de l'inscription phénicienne de Marseille (Congrès de l'Association française pour l'avancement des sciences, Marseille, septembre 1891) In-8° , 3 p. Extrait d'un opuscule intitulé : Notice sur les travaux scientifiques de M. Vasseur, professeur de géologie et de minéralogie à la Faculté des sciences de Marseille, Paris, 1892. - Extrait du Bulletin de la Société archéologique de Provence, t. III, no 23, 1916. - Le manuscrit de G. Vasseur, retrouvé ultérieurement, a été publié, avec une Note préliminaire de l'abbé M. Chaillan dans les Annales de la Faculté des sciences de Marseille, 2e série, t. I, 1921, p. 213-224
- 1893 : Au sujet de la fondation de l'Institut botanico-géologique de Marseille. Réponse de M. Vasseur... à M. le professeur Heckel, In-8° , 18 p., Marseille : impr. de Moullot fils aîné
- 1893–1894 : Nouvelles observations sur l’extension du poudingue de Palassou dans le département du Tarn. Observations au sujet d’une note de Caravin-Cachin, intitulée Le Poudingue de Palassou dans le Tarn. Relations du terrain nummulitique de la montagne Noire avec les formations lacustres du Castrais, Bulletin du Service de la carte géologique de France, 5, 37, p. 359–374.
- 1894 : Compte rendu d’excursions géologiques aux Martigues et à l’Estaque (Bouches-du-Rhône), Bulletin de la Société géologique de France, 3e série, 22, p. 413–444.
- 1894 : Note préliminaire sur les terrains tertiaires de l’Albigeois, Bulletin du Service de la Carte géologique de la France, 38, p. 75–80.
- 1897 : Preuves de l’extension sous-marine au sud de Marseille, du massif ancien des Maures et de l’Estérel, Comptes Rendus de l’Académie des Sciences, 4, p. 122.
- 1897 : Sur la présence de couches à Planorbis pseudoammonius et à Bulimus hopei dans les environs de Sabarrat et de Mirepoix (Ariège), Comptes rendus de l’Académie des Sciences, 125, p. 1124–1127.
- 1897 : Note préliminaire sur la constitution géologique du bassin tertiaire d’Aix-en-Provence, Annales de la Faculté des Sciences de Marseille, 8, 6, p. 163–172.
- 1898 : Sur la découverte de fossiles dans les assises qui constituent en Provence la formation dite étage de Vitrolles et sur la limite des terrains crétacés et tertiaires dans le bassin d’Aix (Bouches-du-Rhône), Comptes Rendus de l’Académie des Sciences, 127, p. 22–24.
- 1898 : Feuilles de Pamiers, de Carcassonne et de Montauban, Bulletin du Service de la Carte géologique de la France, 10, 63, p. 92–95.
- 1898 : Feuille de Carcassonne, Bulletin du Service de la Carte géologique de la France, 10, 63, p. 89–91.
- 1899 : Feuilles de Pamiers et de Carcassonne, Bulletin du Service de la Carte géologique de la France, 10, 63, p. 65–68.
- 1899 : Feuille de Toulouse, Bulletin du Service de la Carte géologique de la France, 10, 69, p. 62.
- 1900 : Feuilles d’Auch et de Lectoure, Bulletin du Service de la Carte géologique de la France, 73, p. 77–80.
- 1900 : Feuille de Toulouse, Bulletin du Service de la Carte géologique de la France, 73, p. 74.
- 1900 : Bassins d’Aix et de Fuveau, livret-guide du 8e Congrès géologique international de Paris.
- 1902 : Feuille de Libourne, Bulletin du Service de la Carte géologique de la France, 85, p. 102–103.
- 1902 : Révision de la carte géologique au millionième (Bassin de l’Aquitaine), Bulletin du Service de la Carte géologique de la France, 85, p. 104–105.
- 1902 : Feuille de Pamiers, Bulletin du Service de la Carte géologique de la France, 85, p. 137-138.
- 1902 : Feuille d’Orthez, Bulletin du Service de la Carte géologique de la France, 85, p. 135–136.
- 1902 : Sur la découverte d’un nouvel horizon de calcaire lacustre fossilifère intercalé dans les mollasses miocènes de l’Ariège, Comptes Rendus de l’Académie des Sciences, 6, p. 134–136.
- 1902 : Sur la découverte du terrain nummulitique dans un sondage exécuté à Saint-Louis du Sénégal, Comptes Rendus de l’Académie des Sciences, 1, p. 134–136.
- 1902 : Sur les formations tertiaires supra-nummulitiques de l’Ariège, et, en particulier, sur la réapparition dans ce département de la bande des calcaires stampiens de Briatexte, Bulletin du Service de la Carte géologique de la France, 86, 12, p. 543–552.
- 1903 : Feuille de Libourne, Bulletin du Service de la Carte géologique de la France, 91, p. 82.
- 1903 : Feuilles d’Orthez et de Pamiers, Bulletin du Service de la Carte géologique de la France, 91, p. 122–123.
- 1907 : Sur les fossiles de la tuilerie de Soumailles, commune de Pardailhan, Comptes Rendus de l’Académie des Sciences, 145, p. 26–28.
- 1907 : Découverte de Vertébrés dans les mollasses oligocènes du Fronsadais (bassin de la Gironde), Comptes Rendus de l’Académie des Sciences, 145, p. 24–26.
- 1909 : Observations à la note de M. Depéret sur quelques gisements à Lophiodon de la région de Carcassonne, Bulletin du Service de la Carte géologique de la France, 9, p. 297.
- 1909 : Observations au sujet du tremblement de terre de Provence, Bulletin de la Société géologique de France, 9, p. 300.
- 1911 : Les faciès de la formation marine stampienne dans le bassin de l’Aquitaine, Comptes Rendus de l’Académie des Sciences, 152, p. 1426–1429.
- 1911 : La France occidentale à l’époque stampienne, Comptes Rendus de l’Académie des Sciences, 152, p. 1523–1526.
- 1912 : Découverte d’un gisement de vertébrés dans l’Aquitanien supérieur de l’Agenais. L’âge géologique de la faune de Saint-Gérand-le-Puy, Comptes Rendus de l’Académie des Sciences, 155, p. 987–989.
- 1912 : Sur la faune de vertébrés découverte dans l’Aquitanien supérieur de l’Agenais, Comptes Rendus de l’Académie des Sciences, 155, p. 1118–1121.
- 1913 : Nouvelles découvertes paléontologiques dans l’Aquitanien supérieur des environs de Laugnac (Lot-et-Garonne), Comptes Rendus de l’Académie des Sciences, 157, p. 1178–1180.
- 1914 : L'origine de Marseille, fondation des premiers comptoirs ioniens de Massalia vers le milieu du VIIe siècle, 284 p.-XVII f. de pl. Numéro de : Annales du Musée d'histoire naturelle de Marseille, t. 13 (1914). - Notes bibliogr. Addenda. Marseille : Typographie et lithographie Moullot fils aîné.